# تحويل هلبرت

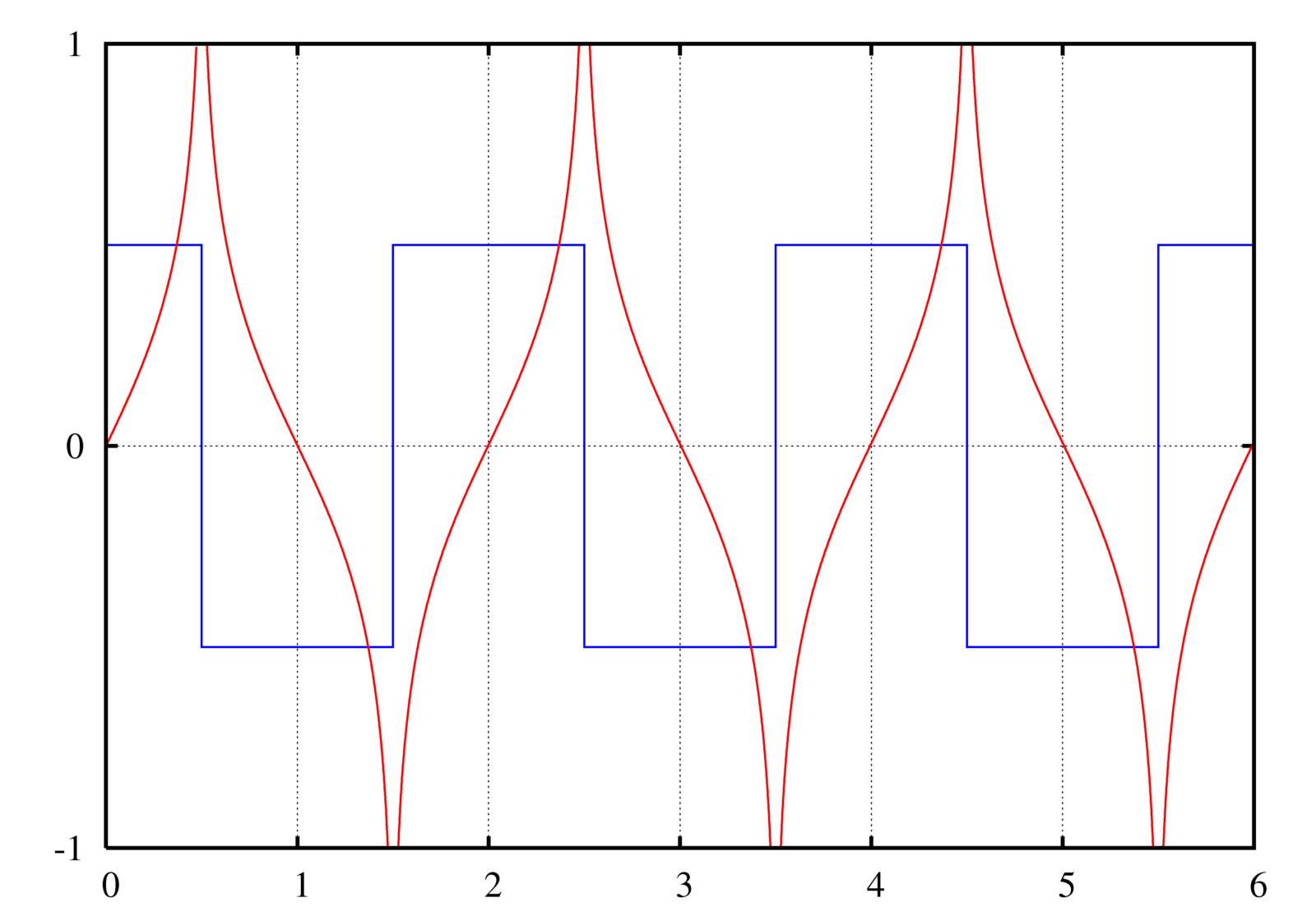

تحويل هيلبرت عملية خطية تستخدم في الرياضيات وعمليات معالجة الإشارة. تحويل هيلبرت سمي بعدما قدم ديفيد هيلبرت حلا لحالة خاصة من معضلة ريمان وهيلبرت